# Дафнис (спутник)
Дафнис (др.-греч. Δάφνις) — третий по удалённости от планеты естественный спутник Сатурна, известный также как Сатурн XXXV.

## Открытие
Был обнаружен 6 мая 2005 года группой американских астрономов во главе с Кэролин Порко на фотоснимках, сделанных 1 мая 2005 года космическим аппаратом «Кассини». Спутник получил временное обозначение S/2005 S 1. В июле 2006 года получил имя персонажа древнегреческой мифологии Дафниса.

## Орбита

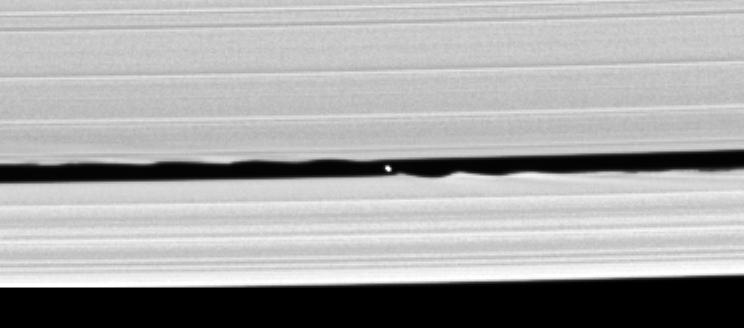
Дафнис виден как точка, которая вызывает волнения краёв щели Килера

Дафнис совершает полный оборот вокруг Сатурна за 14 часов и 15 минут на расстоянии в 136 500 км. Эксцентриситет и наклон орбиты очень малы, но отличны от нуля. Находится внутри так называемой щели Килера внешнего кольца А.

## Физические характеристики
Размеры Дафниса составляют 9×9×6 км. Поверхность очень светлая.